# Zvonimir Krznarić (arhitekt)
Zvonimir Krznarić (Berovo, Makedonija, 2. lipnja 1938. – Novi Vinodolski, 23. lipnja 2011.), hrvatski arhitekt.

## Školovanje
- Osnovna škola i Klasična gimnazija u Zagrebu.
- Arhitektonski fakultet u Zagrebu, diplomirao 1963.
- Francuska Vlada dodjeljuje mu 1970./71. stipendiju za usavršavanje na A.S.T.E.F.-u u Parizu. Godine 1975. vraća se u Pariz i završava specijalizaciju.

## Zaposlenje
- 1964. – 1965. asistent na Katedri za urbanizam Arhitektonskog fakulteta u Zagrebu,
- 1965. – 1993. Urbanistički institut Hrvatske
- 1993. – 2011. Arhitektonski atelier Krznarić

## Radovi
Popis referentnih natječaja, projekata i realizacija na kojima sudjeluje kao autor ili koautor s arhitektima: Marijan Hržić, Davor Mance, Velimir Neidhardt, Andrea Meštrović, Sonja Vavra-Varjačić, Danijel Krznarić, Ivan Ćurković i drugi.

### Izvedbe prema prvonagrađenim natječajima (odabir)
- Krematorij Mirogoj, Zagreb – realizacija 1981. – 1985. (s Marijan Hržić, Davor Mance); Savezna nagrada "Borbe" 1985.; Velika nagrada 23. Zagrebačkog salona 1988.
- Kenotaf – Spomen-obilježje žrtvama domovinskog rata, Mirogoj, Zagreb, 1997. – 1999. (s Marijan Hržić)
- NSB – Nacionalna i sveučilišna biblioteka, Zagreb, realizacija, interijer 1987. – 1992. (s Marijan Hržić, Davor Mance, Velimir Neidhardt); Godišnja nagrada "Vladimir Nazor" 1995.
- Župna crkva Uznesenja Blažene Djevice Marije, Jajce, u realizaciji, 1999. (s Marijan Hržić)

### Prvonagrađeni natječajni radovi bez realizacije (odabir)
- Urbanističko arhitektonsko rješenje ulaza u grad – Pile, Dubrovnik, 1989. (s Marijan Hržić, Davor Mance, Dinko Milas i drugi)
- Urbanističko arhitektonsko rješenje ulaza u grad – Ploče, Dubrovnik, 1989. (s Marijan Hržić, Davor Mance, Dinko Milas i drugi)
- Urbanističko arhitektonsko rješenje za Glavni trg i mrtvačnicu na groblju u Novoj Gradiški, 1990. (autorice Andrea Meštrović i Sonja Vavra-Varjačić, mentor Krznarić)
- Uređenje Trga oslobođenja u Pazinu, 1990. (s Davor Mance, Sonja Vavra-Varjačić)
- Urbanističko arhitektonsko rješenje Svjetskog trgovačkog centra WTC, Zagreb, 1991. (s Marijan Hržić, Davor Mance, Velimir Neidhardt, Tomislav Odak, Branko Silađin)
- Urbanističko arhitektonsko rješenje Novih arkada na Mirogoju, Zagreb, 1995. ( s Marijan Hržić, Davor Mance)

### Natječaji (odabir)
- Urbanističko arhitektonski natječaj za prostor Les Halles u Parizu, 1981.
- Urbanističko arhitektonski natječaj za uređenje Kvaternikova trga u Zagrebu (s Marijan Hržić, Davor Mance); treća nagrada
- Urbanističko arhitektonski natječaj za Centar Alžira, 1988. (s Velimir Neidhardt i drugi)
- Urbanističko arhitektonsko rješenje zgrade "Astra", Zagreb, 1990. ; otkup
- Urbanističko arhitektonsko rješenje "Os metropole", Zagreb, 1992. (s Velimir Neidhardt i drugi)
- Samostan i crkva Sv. Franje Asiškog, Pehlin, Rijeka, 1994. (s Andrea Meštrović)
- Arhitektonski projekt rekonstrukcije hotela "Jadran", Tučepi (s Andrea Meštrović, Davor Mance, Sonja Vavra-Varjačić i drugi)
- Urbanističko arhitektonsko rješenje Atletske dvorane i poslovnog centra na Savi, Zagreb; 2. nagrada
- Urbanističko arhitektonsko rješenje Zona Priko, Omiš, 1994. (s Davor Mance, Dinko Milas, Damir Pološki)
- Arhitektonsko rješenje sjedišta Zagrebačke banke, Zagreb, 1997.; pozivni natječaj, otkup. (s Valode & Pistre Architectes, Paris)
- Urbanističko arhitektonsko rješenje za spomenik Marku Maruliću, Marulićev trg, Zagreb, 1998. (s akademskim kiparom prof. Stanko Jančić, Andrea Meštrović, Sonja Vavra-Varjačić)
- Arhitektonsko rješenje poslovnog Nebodera iza Palače pravde; pozivni natječaj
- Trg domovinske zahvalnosti – urbanističko arhitektonsko rješenje, Zagreb, 2000. (s Dinko Milas, Damir Pološki)
- Župna crkva Sv. Kvirina, Pantovčak, Zagreb, 2000. (s Andrea Meštrović)
- Vrata slobode, skulptorsko arhitektonsko-rješenje spomen obilježja braniteljima palim u Oluji, Knin, 2008. (s Danijel Krznarić, Andrea Meštrović, Sonja Vavra-Varjačić i akademski kipar Hrvoje Urumović)
- Spomenik papi Ivanu Pavlu II., skulptorsko-arhitektonsko rješenje spomen obilježja papi, Sarajevo, 2009.; prva nagrada i izvedba. (s Danijel Krznarić, Andrea Meštrović, Sonja Vavra-Varjačić i akademski kipar Hrvoje Urumović)

### Izvedbe prema idejnom rješenju (odabir)
- Stambene zgrade Vrbik, Zagreb, 1996. (s Andrea Meštrović, Sonja Vavra-Varjačić)
- Trg hrvatskih velikana – projekt obnove i uređenja centralne plohe, 1998. (s Andrea Meštrović, Sonja Vavra-Varjačić)
- Glavni trg u Mariji Bistrici, 1998. (s Marijan Hržić, Andrea Meštrović)
- Crkva na otvorenom, Marija Bistrica, 1997. (s Andrea Meštrović)
- Oltar i "Zid hvale i ufanja", Crkva na otvorenom, Marija Bistrica, 1998. (s Marijan Hržić)
- Poslovno stambena zgrada Ljekarne Kalenić, Vukovar, 2000. (s Andrea Meštrović, Ivan Ćurković)
- Portirnica "Gavrilović" – projekt glavne porte tvornice "Gavrilović", Petrinja, 2008. – 2009. (s Andrea Meštrović, Sonja Vavra-Varjačić)

### Rekonstrukcije i interijeri – izvedba (odabir)
- Interijer ljekarne "Joukhadar", Ilica 257, Zagreb, 1992.
- Interijer prodavaonice "Narodne novine", Jurišićeva 1, Zagreb, 1994.
- Interijer prodavaonice "Narodne novine", Ulica grada Vukovara, Zagreb, 1994.
- Rekonstrukcija i Interijer restorana "Paviljon" u Umjetničkom paviljonu", Zagreb, 1993. – 1994. (s Andrea Meštrović)
- Adaptacija i uređenje reprezentativnih dijelova Hrvatskog sabora, Markov trg, Zagreb, 1995. – 1999., 2008. – 2009. (s Andrea Meštrović, Sonja Vavra-Varjačić)
- Projekt rekonstrukcije i uređenje upravnog prostora HPB – interijer, 1. kat, Jurišićeva 4, Zagreb (s Andrea Meštrović, Sonja Vavra-Varjačić)
- Rekonstrukcija i uređenje Upravne zgrade "Gavrilović", Petrinja (s Andrea Meštrović, Sonja Vavra-Varjačić)
- Rekonstrukcija poslovne zgrade Ljekarne Kalenić, Vinkovci, 1998. (s Andrea Meštrović, Sonja Vavra-Varjačić)
- Rekonstrukcija Centralne odarnice Mrtvačnice na Mirogoju, Zagreb, 1995. – 1997. (s Andrea Meštrović, Sonja Vavra-Varjačić)
- Rekonstrukcija Mrtvačnice na groblju Miroševac, Zagreb, 2006. (s Andrea Meštrović, Sonja Vavra-Varjačić, Ivan Ćurković)
- Rekonstrukcija i uređenje hotela Plitvice na Plitvičkim jezerima, 1995.; izvedena 1. faza, nedovršeno
- Idejno rješenje rekonstrukcije hotela Jezero na Plitvičkim jezerima, 1996.
- Projekt rekonstrukcije konsignacijskog skladišta lijekova "Medical Intertrade", Sv. Nedelja, 2007. (s Andrea Meštrović, Sonja Vavra-Varjačić, Ivan Ćurković)
- Rekonstrukcija MVPEI RH – blok Zrinjevac-Đorđićeva-Petrinjska (Ministarstvo vanjskih poslova i europskih integracija), 2003. – 2008. (s Andrea Meštrović, Sonja Vavra-Varjačić)
- Rekonstrukcija i uređenje dviju Vila Gavrilović s dogradnjom bazena u zaštićenoj povijesnoj jezgri, Novi Vinodolski, u realizaciji. (s Andrea Meštrović, Sonja Vavra-Varjačić)
- Rekonstrukcija bivše "Građanske učione", zaštićene povijesne zgrade iz 1873., Hrvatska Kostajnica, u realizaciji. (s Andrea Meštrović, Sonja Vavra-Varjačić)

### Spomenički kompleksi i/ili plastika
- Spomen obilježje Ivanu Goranu Kovačiću, Lukovdol, 1995. (s Andrea Meštrović)
- Spomen obilježje neidentificiranim žrtvama Domovinskog rata, Kenotaf, Krematorij, Zagreb, 1997. (s Marijan Hržić, Zvonimir Krznarić, Davor Mance)
- Spomen obilježje na polju za prosipanje pepela, Gaj urni, Mirogoj, Zagreb, 2000. (s akademskim kiparom prof. Stanko Jančić)
- Vrata Kenotafa, Mirogoj, Zagreb, 2005. (s akademskim kiparom prof. Stanko Jančić)
- Park i spomen obilježje palim braniteljima, Nova Gradiška, 2007. (s akademskim kiparom prof. Stanko Jančić)

### Nerealizirani arhitektonski projekti
- Projekt dogradnje i rekonstrukcije knjižare "Mladost", Ilica 28,30, 1987. (s Davor Mance, Sonja Vavra-Varjačić)
- Ceremonijalno oproštajni objekt – Novo groblje Bugojno, 1988. (Sonja Vavra-Varjačić)
- Ceremonijalno oproštajni objekt – Novo groblje Velika Kladuša, 1989. (s Marijan Hržić, Davor Mance, Sonja Vavra-Varjačić)
- Uređenje Strossmayerovog šetališta i Tomićeve ulice, Zagreb – idejni projekt. (s Marijan Hržić, Zvonimir Krznarić, Davor Mance, Sonja Vavra-Varjačić)
- Europski sportsko-rehabilitacijski centar "Fort Kavanela", Brijuni, 1993. (s Andrea Meštrović)
- Golf centar "Dvorac Kerestinec", Kerestinec, Zagreb, 1993. (s Marjan Videc, Andrea Meštrović, Sonja Vavra-Varjačić)
- Interijer cvjećarnice "Zrinjevac ", Jurišićeva 1, Zagreb, 1994. (s Andrea Meštrović)
- Projekt poslovno-stambene zgrade Maksimirska – Jordanovac, 1997. (s Andrea Meštrović, Sonja Vavra-Varjačić)
- Medven Draga – revitalizacija seoskog imanja iz 1868., Žumberak, 2000. (s Andrea Meštrović)
- Projekt uređenja trgovine delikatesa "Gavrilović", Dolac 1, 2002.
- Projekt stambeno-poslovne zgrade, Sv. Duh 27, Zagreb. (s Andrea Meštrović)

### Urbanističko-arhitektonski projekti i studije
- Međunarodni Projekt Južni Jadran (Organizacija ujedinjenih naroda) – Turističko naselje Babin Kuk, Dubrovnik, 1969 – 1970.
- Urbanističko-arhitektonski projekt stambenog naselja Zeleni dol u Zagrebu
- Studija modelskih blokova Žnjan, Split, 1986. (s Marijan Hržić, Branko Horvat, Branko Kincl, Davor Mance, Andrea Meštrović, Neven Šegvić)
- Plan uređenja središta Marije Bistrice, 1992.
- Marina Gruž, Dubrovnik, 1989. (s Dinko Milas i drugi)

### Obiteljske kuće i stanovi
- Stambeni niz od 3 jedinice (jedna od njih vlastita kuća), Kraljevec 85, Zagreb, realizacija 1971. – 1972.
- Projekt obiteljske kuće Maglica na Zlarinu s hortikulturnim projektom. (s Andrea Meštrović, Sonja Vavra-Varjačić, Drago Kiš)
- obiteljska kuća T, Zagreb, 2005.
- obiteljska kuća R, Zagreb, 2006.
- obiteljska kuća A, Zagreb, 2006.
- obiteljska kuća G, Zagreb, 2007.
- interijer stana M, Zagreb
- interijer stana V, Zagreb
- interijer stana T, Zagreb
- interijer stana F, Zagreb

Također i niz drugih projekata i realizacija kao i projekata unutarnjeg uređenja.

## Vanjske poveznice
- institut Hrvatske[neaktivna poveznica]
- Dodatak:Popis hrvatskih arhitekata i graditelja